# Préfecture autonome zhuang et miao de Wenshan
La préfecture autonome zhuang et miao de Wenshan (文山壮族苗族自治州 ; pinyin : Wenshān zhuàngzú miáozú Zìzhìzhōu) est une subdivision administrative de la province du Yunnan en Chine.
Elle est frontalière du Viêt Nam au sud-est. Son principal cours d'eau est la rivière Claire, qui coule vers le sud-est et se jette dans le fleuve Rouge au Viêt Nam.

## Subdivisions administratives
La préfecture autonome zhuang et miao de Wenshan exerce sa juridiction sur huit xian :
- le xian de Wenshan — 文山县, wénshān xiàn ;
- le xian de Yanshan — 砚山县, yànshān xiàn ;
- le Xian de Xichou — 西畴县, xīchóu xiàn ;
- le Xian de Malipo — 麻栗坡县, málìpō xiàn ;
- le Xian de Maguan — 马关县, mǎguān xiàn ;
- le Xian de Qiubei — 丘北县, qiūběi xiàn ;
- le Xian de Guangnan — 广南县, guǎngnán xiàn ;
- le xian de Funing — 富宁县, fùníng xiàn.